# Heckle & Jeckle
Heckle & Jeckle sono due personaggi di una serie di cartoni animati creata da Paul Terry e realizzata dalla sua casa di produzione, la Terrytoon Cartoons, in collaborazione con la 20th Century Fox. I cartoni animati della serie sono stati prodotti dagli anni quaranta agli anni sessanta. I nomi "Heckle" e "Jeckle" sono un riferimento a Lo strano caso del dottor Jekyll e del signor Hyde di Robert Louis Stevenson. Sono i protagonisti anche della serie animata Filmation del 1979.
Heckle e Jeckle sono due corvi (in uno dei primi episodi rappresentati come marito e moglie, in seguito come due maschi) che trattano i propri avversari con ironia e malizia, mantenendo sempre la calma, alla maniera di Bugs Bunny.